# Yann Reuzeau
Yann Reuzeau est un dramaturge et acteur de théâtre français.

## Biographie

### Carrière théâtrale

#### Auteur de théâtre et Metteur en scène
Il est l'auteur et le metteur en scène des pièces de théâtre La Secte (2000), Les Débutantes (prostituées en quelques clics) (2006), Monsieur le Président (2008), Puissants et Miséreux (2010), Chute d'une Nation (2011-2015), prix Beaumarchais du meilleur auteur de théâtre de la saison (prix du jury et prix du public), Mécanique Instable (2013-2014), prix Charles Oulmont, De l'ambition (2015), Criminel (2017-2018), Les Témoins (2019), Des Ombres et des Armes (2024).
Ses pièces sont des drames sociaux sur des sujets d'actualité (la politique, la foi, la prostitution, les SDF et les grands patrons, la justice), à l'exception de Monsieur le Président qui est une comédie.

#### Acteur
Il est également acteur depuis 1998 dans une dizaine de pièces dont Du vent dans les branches de sassafras, Quatre Chiens sur un os, Le Regard des autres.

#### Directeur de théâtre
Depuis 2006, il dirige le théâtre de la Manufacture des Abbesses, qu'il a fondé avec l’actrice Sophie Vonlanthen. La scène est consacrée au théâtre contemporain indépendant.

#### Œuvre publiée
La plupart de ses pièces sont éditées chez Actes sud-papiers.

## Œuvre théâtrale
- La Secte (2000)
- Les Débutantes (prostituées en quelques clics) (2006)
- Monsieur le Président (2008)
- Puissants et Miséreux (2010)
- Chute d'une nation pièce en 4 épisodes (2011) : 
  - 1er épisode : "La petite phrase"
  - 2e épisode : "Fratricide"
  - 3e épisode : "Chaos"
  - 4e épisode : "Dernières extrémités"
- Mécanique Instable (2013)
- De l’ambition (2015)
- Criminel (2017)
- Les Témoins (2019)[3]
- Des Ombres et des Armes (2024)